# Rhegmoclema macrokylum
Rhegmoclema macrokylum är en tvåvingeart som beskrevs av Cook 1971. Rhegmoclema macrokylum ingår i släktet Rhegmoclema och familjen dyngmyggor. Inga underarter finns listade i Catalogue of Life.